# Philonthus montivagus
Philonthus montivagus är en skalbaggsart som beskrevs av Oswald Heer 1839. Philonthus montivagus ingår i släktet Philonthus, och familjen kortvingar. Arten har ej påträffats i Sverige.